# Willsboro (Nowy Jork)
Willsboro – jednostka osadnicza w Stanach Zjednoczonych, w stanie Nowy Jork, w hrabstwie Essex.